# National Board of Review Awards 1988
La 60ª edizione dei National Board of Review Awards si è tenuta il 27 febbraio 1989.

## Classifiche

### Migliori dieci film
- Gorilla nella nebbia (Gorillas in the Mist), regia di Michael Apted
- Prima di mezzanotte (Midnight Run), regia di Martin Brest
- Tucker, un uomo e il suo sogno (Tucker: The Man and His Dream), regia di Francis Ford Coppola
- Le relazioni pericolose (Dangerous Liasions), regia di Stephen Frears
- Sotto accusa (The Accused), regia di Jonathan Kaplan
- L'insostenibile leggerezza dell'essere (The Unbearable Lightness of Being), regia di Philip Kaufman
- Vivere in fuga (Running on Empty), regia di Sidney Lumet
- Big, regia di Penny Marshall
- Mississippi Burning - Le radici dell'odio (Mississippi Burning), regia di Alan Parker
- L'ultima tentazione di Cristo (The Last Temptation of Christ), regia di Martin Scorsese

### Migliori film stranieri
- Donne sull'orlo di una crisi di nervi (Mujeres al borde de un ataque de nervios), regia di Pedro Almodóvar
- Pelle alla conquista del mondo (Pelle erobreren), regia di Bille August
- Innocenza e malizia (Le grand chemin), regia di Jean-Loup Hubert
- Marusa no onna, regia di Jūzō Itami
- Salaam Bombay!, regia di Mira Nair

## Premi
- Miglior film: Mississippi Burning - Le radici dell'odio (Mississippi Burning), regia di Alan Parker
- Miglior film straniero: Donne sull'orlo di una crisi di nervi (Mujeres al borde de un ataque de nervios), regia di Pedro Almodóvar
- Miglior documentario: La sottile linea blu (The Thin Blue Line), regia di Errol Morris
- Miglior attore: Gene Hackman (Mississippi Burning - Le radici dell'odio)
- Miglior attrice: Jodie Foster (Sotto accusa)
- Miglior attore non protagonista: River Phoenix (Vivere in fuga)
- Miglior attrice non protagonista: Frances McDormand (Mississippi Burning - Le radici dell'odio)
- Miglior regista: Alan Parker (Mississippi Burning - Le radici dell'odio)
- Premio alla carriera: Kirk Douglas